# Parque empresarial
Un parque empresarial o parque de oficinas es un área de terreno donde varios edificios de oficinas están agrupados. Todo el trabajo que se realiza es de carácter comercial, no industrial ni residencial. Estos son populares en zonas suburbanas o zonas no céntricas de la ciudad, donde el desarrollo es más barato debido a los costos bajos de la tierra y costos de construcción más bajos para la construcción en general o no necesariamente más altos. A menudo están cerca de autopistas o carreteras principales. 
Los parques empresariales toman su diseño urbanístico de la hibridación de la ciudad-jardín y de los modelos anglosajones del campus universitario. Suelen usar edificios de baja altura y su disposición presta atención a los espacios libres como una forma de modelar el medio ambiente y las futuras construcciones autónomas. Los parques suelen ser recintos temáticos de piezas arquitectónicas autónomas dispuestas alrededor de plazas de aparcamiento y servicios comunes, y están situadas en los puntos más accesibles de la red vial metropolitana.

### Noticias del sector
- «Parque Empresarial». Noticias empresariales.

- Datos: Q338313
- Multimedia: Business parks / Q338313